# Marché intérieur de l’électricité et du gaz naturel
Le marché intérieur de l’électricité et du gaz naturel de l'Union européenne est constitué par l’agrégation des marchés européens du gaz naturel et de l'électricité dans l'Union européenne est ses Etats membres. 
Ce marché est notamment régi par des règles juridiques (directives et règlements) définies au niveau de l'Union européenne, par la collaboration ou la coordination des États membres ou de leurs instances ayant chacun leur fonctionnement spécifique. Le marché intérieur européen de l’électricité et du gaz naturel affecte notamment le marché de l'électricité en France.

## Contexte historique
Le marché intérieur de l’électricité et du gaz naturel trouve son origine dans la déclaration de Messine de 1955, par laquelle les ministres européens affirmaient que des mesures devraient être mises en œuvre « pour développer les échanges de gaz et de courant électrique propres à augmenter la rentabilité des investissements, à réduire le coût des fournitures, à coordonner les perspectives communes de développement de leur production et consommation, et à dresser les lignes générales d’une politique d’ensemble ».
Il fut précédé par le traité de Paris de 1951 qui créa le marché unique du charbon (CECA) en 1952, suivi par le traité Euratom de 1957, qui a établi l'approvisionnement commun des états membres en combustibles nucléaires.

## Historique
Le marché intérieur de l'énergie a fait l'objet de plusieurs séries de directives et de règlements successifs, regroupés en « paquets législatifs ».

### Mise en place
La libéralisation des marchés de l'énergie a commencé en 1997 pour l'électricité (Directive 96/92/CE) et en 2000 pour le gaz naturel (Directive 98/30/CE).
En 2012, dans une communication intitulée « Pour un bon fonctionnement du marché intérieur de l'électricité » la Commission suggère l'adoption de nouveaux critères d'aides au développement de sources d'énergie renouvelables, puis en 2013, dans une communication elle prépare un nouveau cadre règlementaire européen. Les tarifs d'achat y seraient abandonnés au profit de « tarifs préférentiels » encourageant les producteurs d'énergie renouvelable à s'adapter aux conditions du marché de l'énergie, les aides devant respecter un cadre général européen basé sur une « analyse des coûts comparatifs » que la Commission souhaite entreprendre elle-même en complément des travaux engagés par l'OCDE et l'agence internationale de l'énergie, diminuant avec la maturation du marché, pour mieux « tenir compte de l'évolution du marché, de la technologie et de la société ».

#### Deuxième paquet énergie
Au sommet de Lisbonne des 23 et 24 mars 2000 — l'une des réunions du Conseil européen — les chefs d'État et de gouvernement ont affirmé leur volonté « d'accélérer la libéralisation dans des secteurs tels que le gaz et l'électricité ». Le Conseil de l'Union européenne du 25 novembre 2002 a conclu un accord prévoyant la libéralisation de ces marchés pour les clients non résidentiels au plus tard le 1er juillet 2004, suivie d'une ouverture complète pour tous les clients au plus tard le 1er juillet 2007.
En même temps, les chefs d’État s'accordent sur le traité de Lisbonne qui contient l'article 194 du traité sur le fonctionnement de l'Union européenne qui partage les compétences entre les États et l'UE.
Sous la cinquième législature du Parlement européen (1999-2004), ces accords se sont traduits dans plusieurs textes adoptés en juin 2003, notamment :
- le règlement (CE) no 1228/2003 sur les conditions d'accès au réseau pour les échanges transfrontaliers d'électricité ;
- la directive 2003/54/CE concernant des règles communes pour le marché intérieur de l'électricité (abrogeant la directive 96/92/CE) ;
- et la directive 2003/55/CE concernant des règles communes pour le marché intérieur du gaz naturel (abrogeant la directive 98/30/CE).

#### Troisième paquet énergie
Présenté en janvier 2007, le troisième paquet énergie a été adopté le 13 juillet 2009. Il concerne notamment, dans le domaine du gaz et celui de l'électricité : 
- la séparation effective entre la gestion des réseaux de transport d’une part, et les activités de fourniture et de production d’autre part. Cette séparation doit permettre une meilleure concurrence en évitant qu'un opérateur prenne le contrôle de l'ensemble de la chaîne de production et de distribution ;
- la surveillance réglementaire et la coopération entre régulateurs, notamment par la création d'une agence de coopération des régulateurs de l'énergie afin de favoriser l'interconnexion des marchés énergétiques, qui doit permettre d'accroître la sécurité d'approvisionnement en cas de surcharge ou d'incident sur un marché national ;
- la coopération entre les gestionnaires de réseau ;
- la transparence et la conservation des données ;
- l’accès aux installations de stockage et de GNL.

Le paquet comprend cinq textes, dont deux directives qui nécessitent des mesures de transposition dans le droit interne :
- le règlement (CE) no 713/2009 instituant une agence de coopération des régulateurs de l’énergie ;
- le règlement (CE) no 714/2009 sur les conditions d’accès au réseau pour les échanges transfrontaliers d’électricité (abrogeant le règlement (CE) no 1228/2003) ;
- le règlement (CE) no 715/2009 concernant les conditions d'accès aux réseaux de transport de gaz naturel (abrogeant le règlement (CE) no 1775/2005) ;
- la directive 2009/72/CE concernant des règles communes pour le marché intérieur de l’électricité (abrogeant la directive 2003/54/CE) ;
- la directive 2009/73/CE concernant des règles communes pour le marché intérieur du gaz naturel (abrogeant la directive 2003/55/CE).

Cette réglementation de l'été 2009 induit que les textes ont été préparés sous la sixième législature du Parlement européen pour être appliqués sous la septième législature du Parlement européen (2009-2014).

#### Paquet énergie-climat
Aux directives et règlements concernant directement le marché intérieur de l'énergie, s'ajoutent les textes du paquet climat-énergie, qui impactent indirectement la politique européenne de l'énergie.
Ce paquet est lui aussi créé sous la sixième législature du Parlement européen.

#### Union de l'énergie: 2014-2019
Au cours de la huitième législature du Parlement européen (2014-2019),
L' union de l'énergie est un programme de l'Union européenne visant à relancer l'intégration dans le secteur de l'énergie et à assurer l'indépendance énergétique de l'Europe. 
L'un des objectifs de la stratégie européenne pour l'union de l'énergie est la libre circulation de l'énergie dans l'UE grâce à des infrastructures adéquates (Smart grid) et à l'élimination des obstacles techniques ou réglementaires,.
En 2015, on introduit notamment les notions d'«opérateur désigné du marché de l'électricité (NEMO)», de région de calcul de la capacité (CCR).
Les régions de calcul de la capacité (CCR) sont au nombre de 8:
- Capacity Calculation Region 1: Nordic
- Capacity Calculation Region 2: Hansa
- Capacity Calculation Region 3: Core
- Capacity Calculation Region 4: Italy North
- Capacity Calculation Region 5: Greece-Italy
- Capacity Calculation Region 6: South-west Europe (SWE)
- Capacity Calculation Region 7: Baltic
- Capacity Calculation Region 8: South-east Europe (SEE)

### Réforme du marché européen de l’électricité (2019-2024)
Au cours de la neuvième législature du Parlement européen, une réforme du marché européen de l’électricité est envisagée.
Elle est initiée par la crise de l'énergie de 2022.
Le 14 décembre 2023, les législateurs européens (Parlement, Conseil européen et Commission européenne) scellent un accord politique sur la réforme du marché de l'électricité, dans le but de limiter l'explosion des prix de l'électricité, d'accélérer le déploiement des énergies renouvelables et d'apporter une réponse européenne aux distorsions de concurrence avec la Chine et les États-Unis. Le texte prévoit la mise en place de « contrats pour différence » (CFD) pour la vente de la production des nouvelles centrales de production d'électricité décarbonée, renouvelables ou nucléaires. Par ces contrats, l'État garantit un prix fixe aux producteurs d'électricité et les surprofits sont redistribués aux industriels et aux ménages. Un compromis entre la France et l'Allemagne prévoit que la France puisse accorder des subventions pour prolonger la durée de vie de ses réacteurs nucléaires existants, mais avec des restrictions pour éviter qu'elle n'avantage son industrie. Le développement de contrats d'achat d'électricité de long terme à un prix décidé d'avance (PPA) est également encouragé pour limiter la volatilité des tarifs. En cas de flambée des prix de l'électricité, les États peuvent prendre des mesures temporaires pour fixer les prix.
En 2024, un accord informel est adopté pour la réforme du marché européen de l’électricité. Toutefois, cette réforme n'atteint pas son ambition.
En 2024, le Parlement européen adopte la réforme du marché de l’électricité, avec les groupes de droite (PPE), Socialiste (SD) et libéraux (Renew), et des verts (The Greens) et avec l’abstention de l’extrême droite (ID).

## Projets (2024-2029)
Le marché de l'électricité a fait l'objet de débat lors des élections européennes de 2024 : LFI souhaite sortir du marché. Le Rassemblement national, après avoir proposé de sortir du marché, souhaite seulement en changer les règles. Jordan Bardella voudrait supprimer les fournisseurs alternatifs à EDF pour que le coût de l’électricité soit fondé sur son coût de production déterminé par l’État, plutôt que sur le coût de la dernière centrale de production électrique appelée. Dans les deux cas LFI et RN, l'électricité continuerait à être achetée et vendue aux pays voisins.
Le principal groupe du parlement européen, le PPE, souhaite éviter les augmentations du prix de l'électricité et souhaite développer un réseau européen au moyen d'une interconnexion totale des réseaux nationaux.
En 2025, survient une panne de courant de 2025 dans la péninsule Ibérique.

## Régulation de l'énergie
La directive no 96/92/CE du 19 décembre 1996, remplacée par la directive no 2003/54/CE du 26 juin 2003, a prévu la mise en place, dans chaque État membre de l'Union européenne, d'agences de régulation des marchés de l'énergie.

### Codes de réseau
La coordination entre les gestionnaires de réseau de transport passe par la définition de « codes de réseau » transfrontaliers, qui régissent la fourniture et la gestion d’un accès transfrontalier effectif et transparent aux réseaux de transport. Ces codes de réseau, qui s'ajoutent aux codes de réseau nationaux consacrés aux questions non transfrontalières, sont élaborés pour :
- l'électricité, par le réseau européen des gestionnaires de réseau de transport d’électricité[21], ou ENTSO-E en anglais ;
- le gaz naturel et assimilés, par le réseau européen des gestionnaires de réseau de transport de gaz[22], ou ENTSO-G en anglais.

### Agence de coopération des régulateurs de l’énergie

Agence de coopération des régulateurs de l’énergie

Le règlement no 713/2009 du 13 juillet 2009 a institué une Agence de coopération des régulateurs de l’énergie (ACER, selon son sigle anglophone). Elle est opérationnelle depuis le 3 mars 2011. L’Agence, dotée de la personnalité juridique, émet des avis et participe à la création des « codes de réseau » dans le domaine de l'électricité et du gaz. Elle pourra également prendre des décisions concernant les infrastructures transfrontalières, y compris des dérogations à certaines dispositions de la réglementation applicable.

## Infractions
Les procédures d’infraction pour incorrecte transposition dans leur droit national des règles du marché de l’électricité de 2019 sont enregistrées dans une une base de données. En 2024, cela concerne 21 États membres. Les règles du marché de l’électricité de 2019 auraient du être transposées avant le 31 décembre 2020.

## Sources

#### Directives
- Directive  96/92/CE du Parlement européen et du Conseil concernant des règles communes pour le marché intérieur de l'électricité, 31996L0092, adoptée le 19 décembre 1996, JO du 30 janvier 1997, p. 20-29, entrée en vigueur le 19 février 1997, abrogée le 30 juillet 2004 par 32003L0054 [consulter en ligne, notice bibliographique]
- Directive  98/30/CE du Parlement européen et du Conseil concernant des règles communes pour le marché intérieur du gaz naturel, 31998L0030, adoptée le 22 juin 1998, JO du 21 juillet 1998, p. 1-12, abrogée le 30 juin 2004 par 32003L0055 [consulter en ligne, notice bibliographique]
- Directive  2003/54/CE du Parlement européen et du Conseil concernant des règles communes pour le marché intérieur de l'électricité et abrogeant la directive 96/92/CE - Déclarations concernant les opérations de déclassement et de gestion des déchets, 32003L0054, adoptée le 26 juin 2003, JO du 15 juillet 2003, p. 37-56, entrée en vigueur le 4 août 2003, abrogée le 2 mars 2011 par 32009L0072 [consulter en ligne, notice bibliographique]
- Directive  2003/55/CE du Parlement européen et du Conseil concernant des règles communes pour le marché intérieur du gaz naturel et abrogeant la directive 98/30/CE, 32003L0055, adoptée le 26 juin 2003, JO du 15 juillet 2003, p. 57-78, entrée en vigueur le 4 août 2003, abrogée le 2 mars 2011 par 32009L0073 [consulter en ligne, notice bibliographique]
- Directive  2009/72/CE du Parlement européen et du Conseil concernant des règles communes pour le marché intérieur de l’électricité et abrogeant la directive 2003/54/CE, 32009L0072, adoptée le 13 juillet 2009, JO du 14 août 2009, p. 55-93  [consulter en ligne, notice bibliographique]
- Directive  2009/73/CE du Parlement européen et du Conseil concernant des règles communes pour le marché intérieur du gaz naturel et abrogeant la directive 2003/55/CE, 32009L0073, adoptée le 13 juillet 2009, JO du 14 août 2009, p. 94-136  [consulter en ligne, notice bibliographique]

#### Règlements
- Règlement  1775/2005 du Parlement européen et du Conseil concernant les conditions d'accès aux réseaux de transport de gaz naturel, 32005R1775, adopté le 28 septembre 2005, JO du 3 novembre 2005, p. 1-13, abrogé le 2 mars 2011 par 32009R0715 [consulter en ligne, notice bibliographique]
- Règlement  713/2009 du Parlement européen et du Conseil instituant une agence de coopération des régulateurs de l’énergie, 32009R0713, adopté le 13 juillet 2009, JO du 14 août 2009, p. 1-14  [consulter en ligne, notice bibliographique]
- Règlement  714/2009 du Parlement européen et du Conseil sur les conditions d’accès au réseau pour les échanges transfrontaliers d’électricité et abrogeant le règlement (CE) n° 1228/2003, 32009R0714, adopté le 13 juillet 2009, JO du 14 août 2009, p. 15-35, entré en vigueur le 24 août 2009  [consulter en ligne, notice bibliographique]
- Règlement  715/2009 du Parlement européen et du Conseil concernant les conditions d'accès aux réseaux de transport de gaz naturel et abrogeant le règlement (CE) n°  1775/2005, 32009R0715, adopté le 13 juillet 2009, JO du 14 août 2009, p. 36-54, entré en vigueur le 3 septembre 2009  [consulter en ligne, notice bibliographique]
- Règlement  1228/2003 du Parlement européen et du Conseil sur les conditions d'accès au réseau pour les échanges transfrontaliers d'électricité, 32003R1228, adopté le 15 juillet 2003, JO du 15 juillet 2003, p. 1-10, entré en vigueur le 3 septembre 2009, abrogé le 2 mars 2011 par 32009R0714 [consulter en ligne, notice bibliographique]

## Compléments